# Давиденки (Лубенський район)
Давиденки — колишнє село в Україні. Підпорядковувалося Хорошківській сільській раді Лубенського району Полтавської області.
Село виникло не раніше кінця ХІХ-1 третини ХХ ст., адже на 3-версній карті 1860-1870-х рр. село або поселення на його місці відсутні.
1982 р. уселі мешкало 30 осіб.
Зняте з обліку Рішенням Полтавської обласної ради 25 грудня 2007 року.
Село простягалося вздовж траси Т1723. Сьогодні про село нагадують залишки садів вздовж траси

## Населення
Згідно з переписом УРСР 1989 року чисельність наявного населення села становила 17 осіб, з яких 4 чоловіки та 13 жінок.
За переписом населення України 2001 року в селі ніхто не мешкав.